# La Liga de 1963–64
A La Liga de 1963–64 foi a 33º edição da Primeira Divisão da Espanha de futebol. Com 16 participantes, o campeão foi o Real Madrid.